# Maria Piotrowiczowa

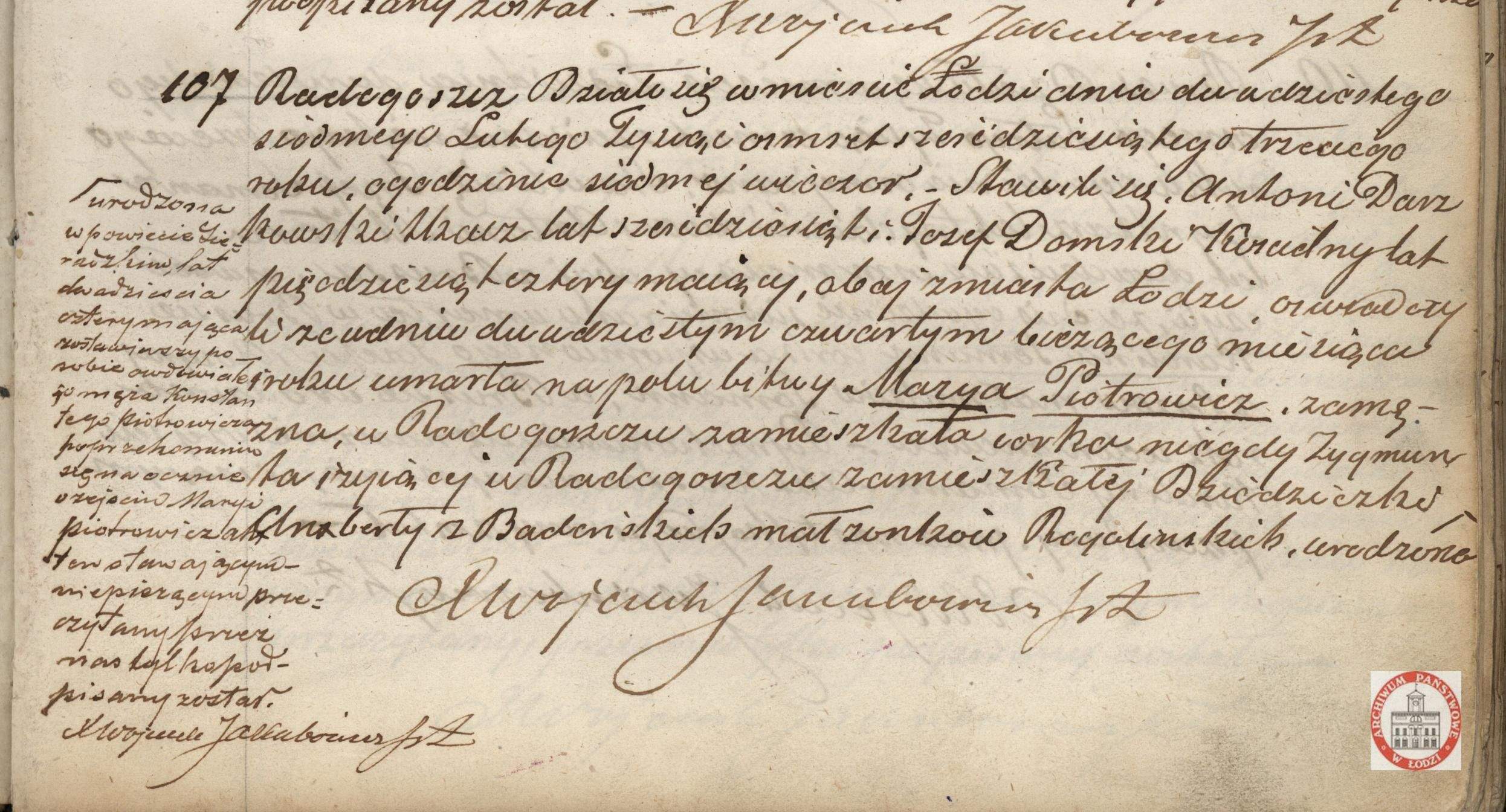
Akt zgonu Marii Piotrowiczowej z Akt stanu cywilnego Parafii Najświętszej Marii Panny w Łodzi

Maria Piotrowiczowa (ur. 30 sierpnia 1839 w Kuźnicy Kiedrzyńskiej, zm. 24 lutego 1863 w Dobrej) – powstaniec styczniowy, uczestniczka bitwy pod Dobrą.

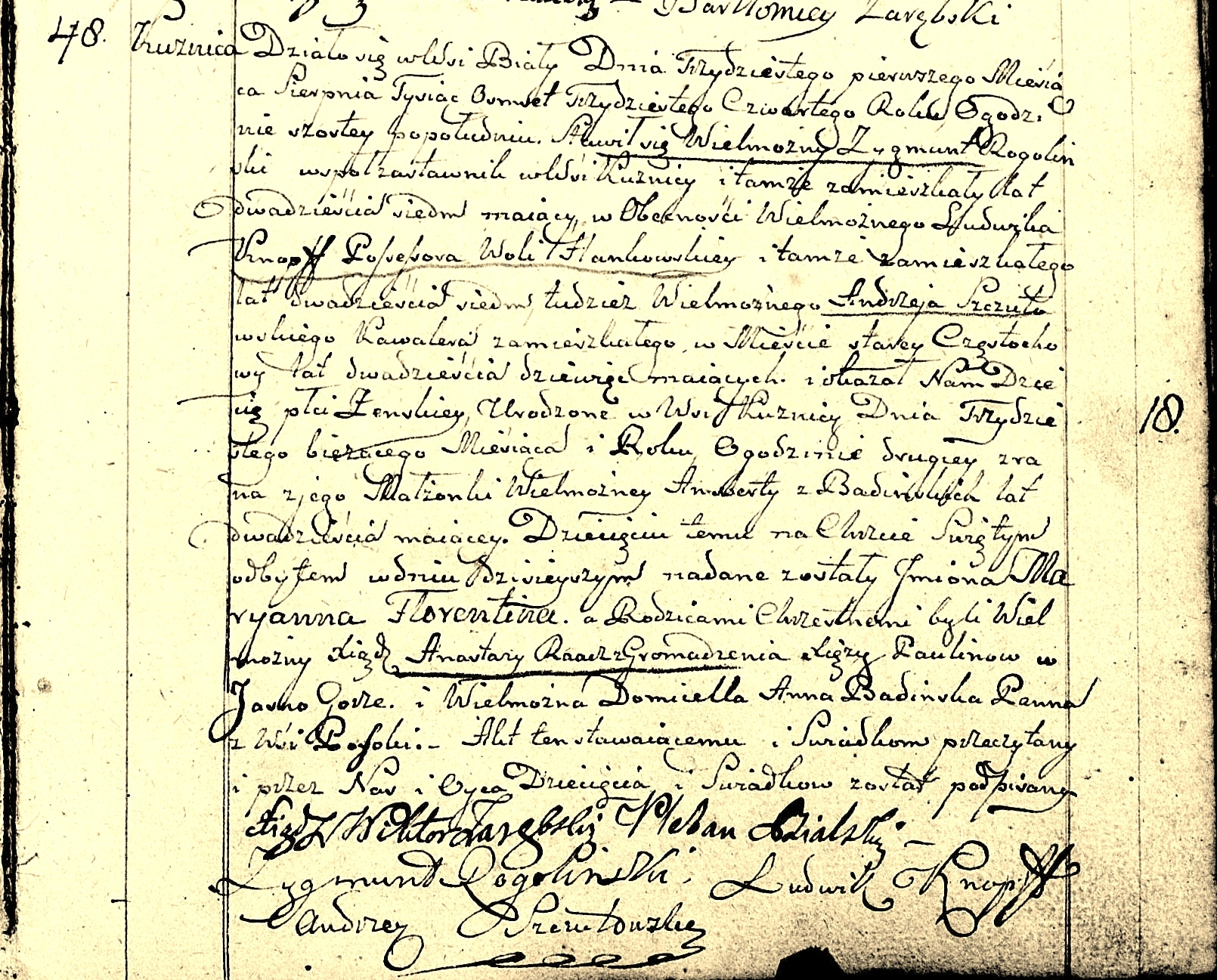
Metryka chrztu Marii Piotrowiczowej z parafii rzymskokatolickiej w Kuźnicy Kiedrzyńskiej

## Rodzina
Maria Piotrowiczowa pochodziła z patriotycznej rodziny ziemiańskiej posiadającej rozległe dobra ziemskie w okolicach Łodzi. Jej rodzicami byli Zygmunt Rogoliński, powstaniec z 1831 r., oraz Ansberta Badeńska. Ojciec wystawił w powstaniu listopadowym własny poczet zbrojny, brał udział w wielu potyczkach, odniósł rany. Wuj Marii, Józef Badeński, należał do spisku 1830 r. inicjującego powstanie listopadowe. W wieku 17 lat Maria została żoną Konstantego Piotrowicza, nauczyciela z Chocianowic. Wraz z mężem działała w polskiej organizacji narodowej na terenie Łodzi.
Maria i Konstanty byli parą doskonale dobraną zewnętrznie. Konstanty, nauczyciel szkoły elementarnej w Chocianowicach, był miłym, dobrym i porządnym człowiekiem, nade wszystko miłującym swoją Ojczyznę. A jeśli pod jakimś względem nie dorównywał swojej żonie, to tylko w sensie majątkowym. Konstanty był jednym z tych bezinteresownych ideowców, którzy w czasach zaborów przyjmowali posady nauczycielskie dla szerzenia idei narodowych i wolnościowych wśród młodzieży klas uboższych. Majątku nie posiadał. Przeciwnie Maria, której rodzinny majątek powiększyła ogromna fortuna, zapisana przez starszego wuja Stanisława Strzałkowskiego. Majątek zapewniał młodej parze dobrobyt.

## Bitwa pod Dobrą

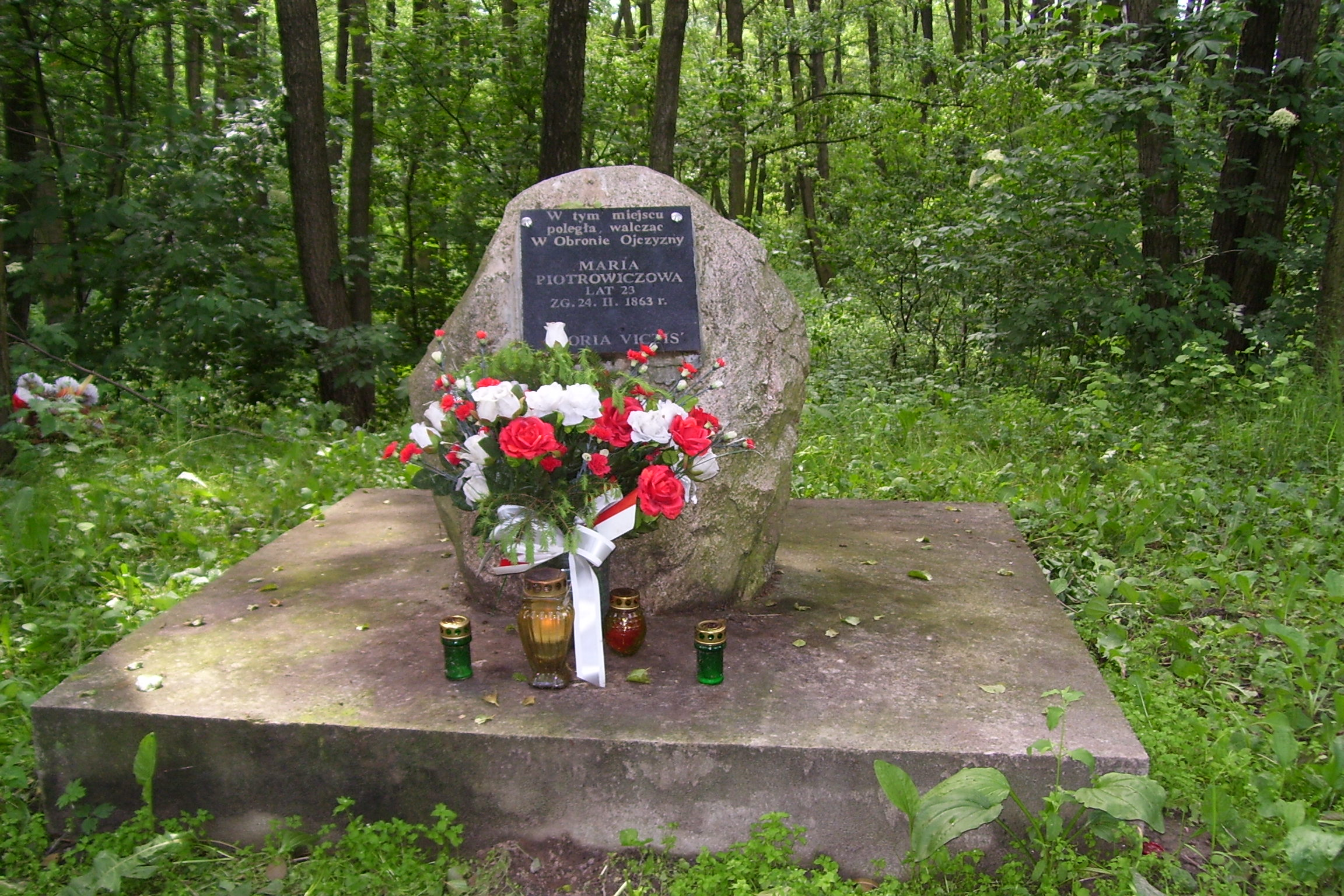
Miejsce śmierci Marii Piotrowiczowej pod Dobrą

Maria boleśnie przeżywała wszystkie wieści o klęskach powstańczych oddziałów, aresztowaniach i uwięzieniach, że w końcu osobiście postanowiła wspomóc walczących. Wraz z mężem i częścią służby z folwarku pod Łodzią przystąpiła do operującego w tym rejonie oddziału Józefa Dworzaczka. Obcięła włosy i przywdziała powstańczą czamarkę. Kilkusetosobowy oddział powstańczy składał się w przeważającej liczbie z kosynierów, liczył też kilkudziesięciu strzelców i niespełna 50 ułanów. Maria początkowo pełniła służbę pomocniczą, zbierała pieniądze dla oddziału, zajmowała się zakupem broni, żywności i mundurów. Gdy sytuacja militarna się pogorszyła, zgłosiła akces do służby liniowej.
Oddział Marii został wytropiony przez garnizony rosyjskie stacjonujące w Piotrkowie Trybunalskim i Łęczycy. Z powodu błędów w dowodzeniu i demonstracyjnego przemarszu po miastach ziemi łódzkiej nastąpiła niepotrzebna dekonspiracja oddziału, która zniwelowała tak niezbędny w warunkach walki partyzanckiej element zaskoczenia.
24 lutego 1863 r. Rosjanie zaskoczyli powstańców obozujących na skraju lasu w okolicach wsi Dobra. Doktor Dworzaczek zaniedbał wystawienie wart i wysłania zwiadów. Oddział został okrążony i zmuszony do przyjęcia bitwy o charakterze obronnym. Bitwa rozpoczęła się w godzinach południowych i trwała do godziny 17.00. Od początku miała charakter niekorzystny dla strony polskiej. Powstańcy odparli dwa ataki kozaków, przy trzecim bronili się już chaotycznie. Części powstańców udało się wymknąć z okrążenia. Maria walczyła do ostatniej chwili, nie ratowała życia, nie szukała ocalenia w ucieczce z pola bitwy. Odrzuciła propozycję rosyjskich oficerów poddania się, uznała bowiem, że taka postawa nie licuje z godnością i honorem Polaka. Wraz z grupą młodzieży broniła mężnie podarowanego przez łódzkie kobiety oddziałowego sztandaru. Okrążona przez kozaków jednego zabiła, drugiego raniła, pod trzecim zabiła konia. Broniła się rewolwerem i kosą. Zginęła porąbana przez kozaków.
Kozacy pastwili się nad jej martwym ciałem, które zostało pokłute pikami i szaszkami - 250 ran. Ubranie Marii, całe w strzępach i we krwi, rodzina przechowywała jako cenną relikwię.
Tragedię potęguje fakt, że Maria była w ciąży, później okazało się, że miała urodzić bliźniaczki. Po bitwie Rosjanie zażądali okupu za wydanie ciała Marii i pozwolenie przewiezienia go do dworu. W bitwie pod Dobrą zginęły tego dnia jeszcze trzy walczące u boku Marii kobiety: Weronika Wojciechowska (lat 19) – służąca z Byszew, Antonina Wilczyńska (lat 20) – robotnica z Łodzi oraz Katarzyna nieznanego nazwiska.
W bitwie pod Dobrą zginęło około 70 powstańców, drugie tyle odniosło rany. Do niewoli dostało się około 80 powstańców, z których część rozstrzelano, a pozostałych zesłano na katorgę.

## Pogrzeb

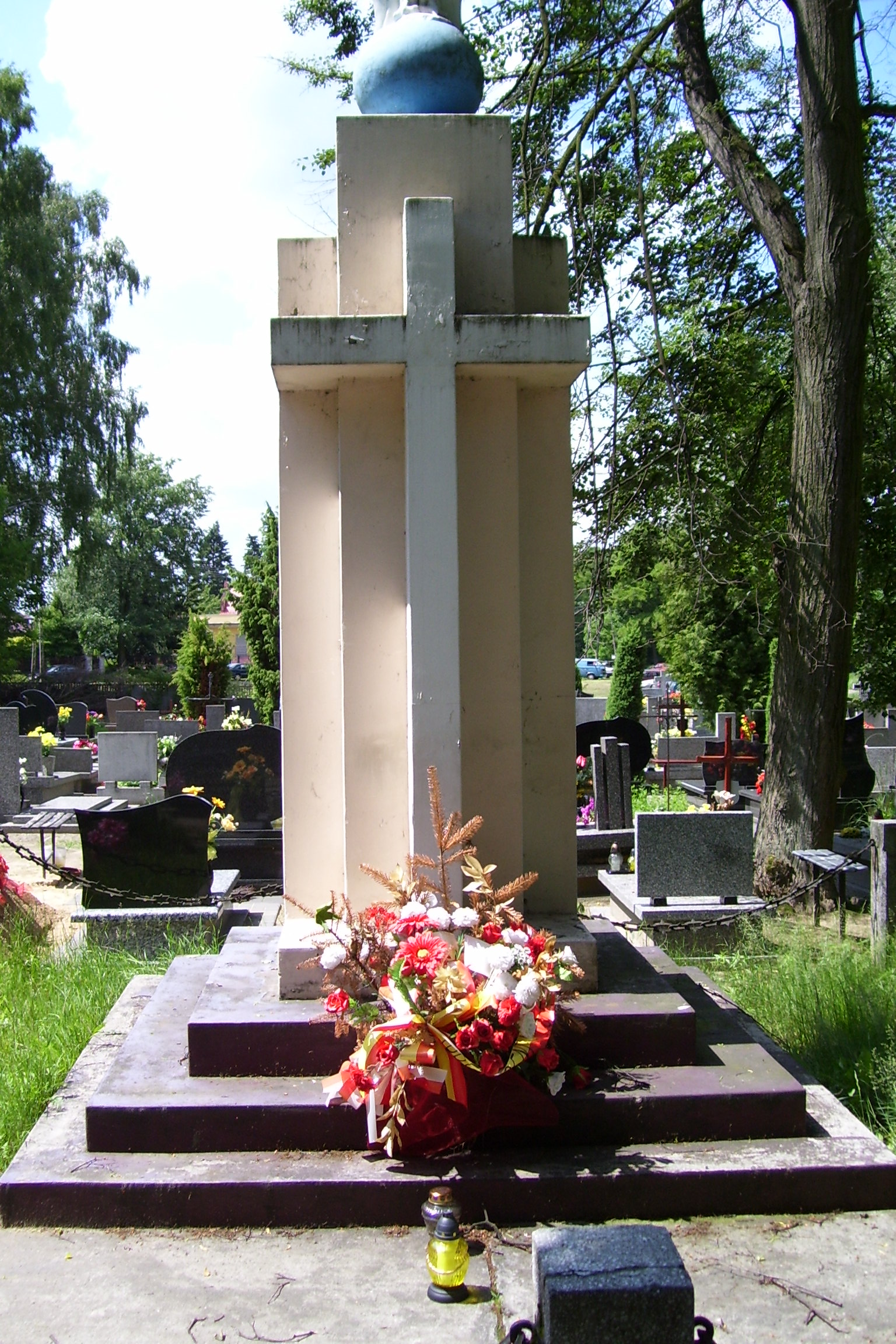
Pomnik na cmentarzu w Dobrej

Uroczystości pogrzebowe Marii odbyły się 28 lutego 1863 r. w rodowej siedzibie Piotrowiczów w podłódzkim Radogoszczu. „W otwartej trumnie – w starym ojców dworze leżały jej zwłoki. Zapalone gromnice, naokół szlochająca rzesza. Do świetlicy wszedł kapitan rosyjski – ten, którego żołnierze zamordowali Marię. Wyjął z kieszeni świecę, zapalił, postawił u nóg bohaterki, a sam cofnął się w kąt izby i na szabli wsparty – płakał…”.
W bitwie ciężkie rany odniósł Konstanty Piotrowicz, mąż Marii, do ostatnich chwil walczący u boku żony. Poległ także sługa Marii Kacper Belka, który od młodości uczył ją sztuki strzelania, jazdy konnej i fechtunku. Ciężko ranny Konstanty trafił do szpitala w Łodzi prowadzonego przez Komitet Kobiet. Mimo odniesionych ran z wolna przychodził do siebie, sądząc, że Maria przeżyła i leczy się w dworze matki. Nikt nie powiedział mu o śmierci żony.
Tymczasem mieszkańcy Łodzi szykowali się do pogrzebu powstańców, którzy poprzedniego dnia zmarli w szpitalach. Wraz z nimi miano pochować także Marię. Bicie kościelnych dzwonów słyszał Konstanty w szpitalnej sali. Gdy powiadomiono go, że to pogrzeb Marii, Konstanty dostał ataku serca. Zmarł na rękach żony powstańczego naczelnika miasta pani Zajączkowskiej, powtarzając modlitwę, którą prosił, aby głośno odmawiała.
Maria i Konstanty pochowani zostali w rodzinnym grobowcu na Starym Cmentarzu w Łodzi. Pozostali powstańcy polegli w bitwie spoczęli na cmentarzu w miejscowości Dobra. W 70. rocznicę powstania na ich grobie wzniesiono pomnik z inskrypcją „Niewolnym bohaterom 1863 – wolni rodacy 1933”, a w 140. rocznicę płytę pamiątkową z imiennym wykazem poległych.
Śmierć Marii stała się głośna w całym kraju, i to m.in. dlatego Wydział Wojny Rządu Narodowego wydał 16 kwietnia 1863 r. zakaz przyjmowania do służby liniowej kobiet, którym wolno było odtąd pełnić jedynie funkcje pomocnicze przy oddziałach powstańczych. Zakaz ten nie wszędzie był przestrzegany. Panie zgłaszały się do oddziałów w męskich przebraniach.

## Miejsca pamięci

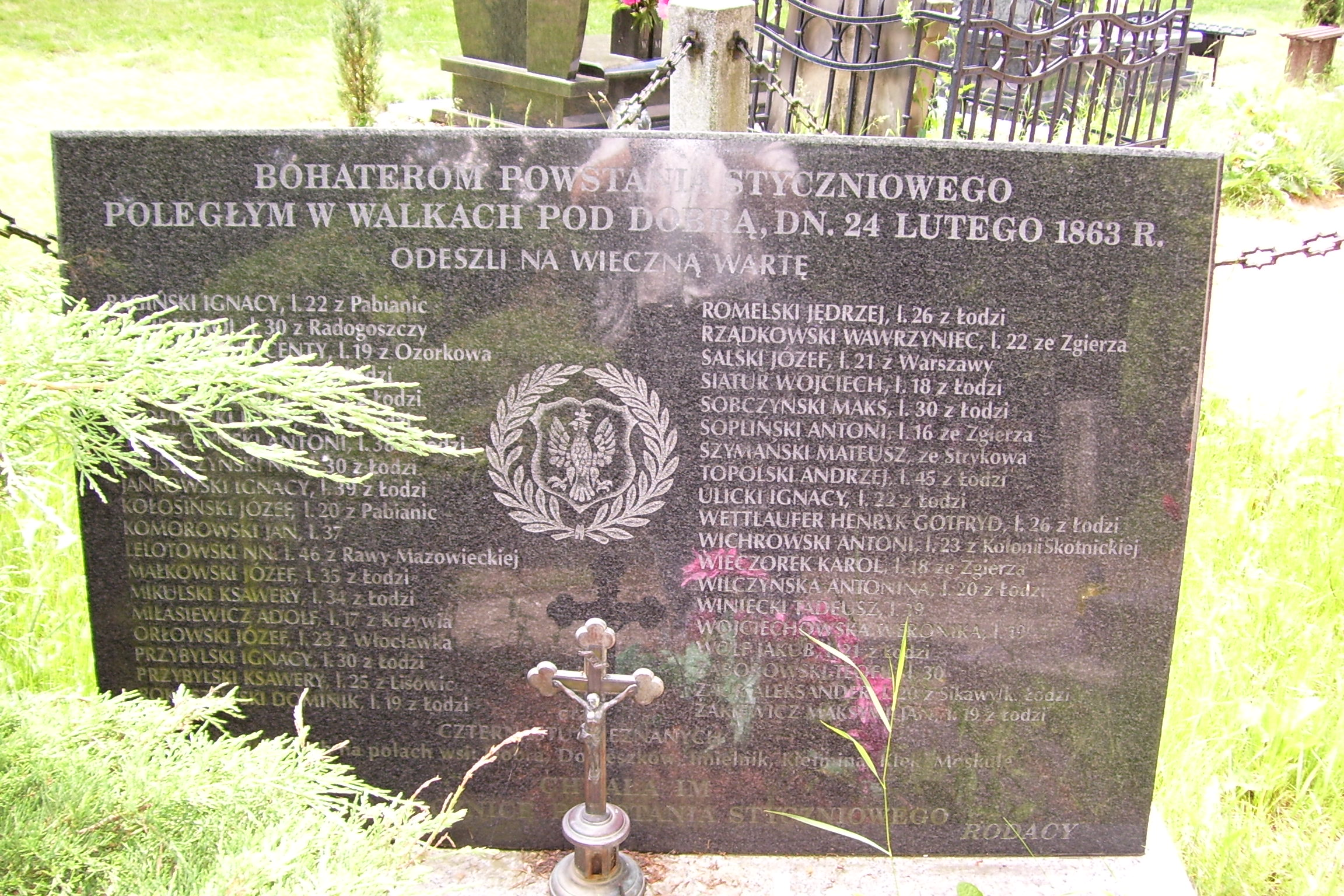
Tablica na cmentarzu w Dobrej

- Grób Marii i Konstantego Piotrowiczów na Starym Cmentarzu w Łodzi.
- Pomnik na powstańczej kwaterze cmentarza w Dobrej „Niewolnym bohaterom 1863 – wolni rodacy 1933”.
- Postument z napisem Gloria Victis wzniesiony na cześć Marii Piotrowiczowej w miejscu jej śmierci w okolicach Dobieszkowa.
- Tablica pamiątkowa poświęcona bitwie pod Dobrą w miejscowym rzymskokatolickim kościele parafialnym.
- Tablica pamiątkowa ufundowana w 100. rocznicę powstania mieści się w rzymskokatolickim kościele parafialnym w Dobrej.

## Patronat
- XIII Liceum Ogólnokształcące w Łodzi im. Marii Piotrowiczowej[4].